# صنع الله الحلبي
صنع الله الحلبي (ت. 1120 هـ / 1708 م) هو أديب، فقيه، محدث.
هو صنع الله بن صنع الله الحلبي، المكي، الحنفي. 

## آثاره
من آثاره:
- أرجوزة في الحديث.
- «سيف الله على من كذب على أولياء الله»، وهي في الرد على رسالة عبد الغني النابلسي المسماة «كشف النور عن أصحاب القبور».[2] طبعت سنة 1999 م بتحقيق علي رضا بن عبد الله.[3]
- «إكسير التقى في شرح الملتقى». حقق جزء منه ضمن رسالة دكتوراه.[4]